# Humboldt Beginnings
Humboldt Beginnings – czwarty studyjny album amerykańskiej grupy hip-hopowej The Pharcyde.

## Lista utworów
1. „Intro: Homegrown” (2:18)
2. „The Uh-Huh” (2:55)
3. „Storm” (3:38)
4. „Skit” (0:11)
5. „Knew U” (3:11)
6. „Skit” (0:20)
7. „The Art of Sharing” (2:48)
8. „Bongloads II” (3:52)
9. „Skit” (0:11)
10. „Rules & Regulations” (4:38)
11. „Skit” (0:15)
12. „Illusions” (3:46)
13. „Mixedgreens” (4:05)
14. „Right B4" (3:49)
15. „Clouds” (1:55)
16. „Skit” (0:41)
17. „The Bomb” (3:36)
18. „The Climb/Paranoia” (4:07)
19. „Skit” (0:41)
20. „Choices” (4:14)
21. „Skit” (0:54)
22. „Dedication” (5:33)
23. „Outro: Praise” (2:10)/„Fastlife” (4:06)